# 중국 전국 체육 대회
중국 전국 체육 대회는 중국에서 4년마다 개최되는 국내 종합 스포츠 경기 대회이다. 경쟁적인 경기보다는 국민 체육을 활성화하고 아마추어 선수들에게 즐거움을 줄 수 있는 경기를 만드는 데에 목표를 두고 있다.
대회 종목으로는 용주 경주, 사자춤, 중국식 레슬링, 트램펄린, 댄스 스포츠, 브리지, 골프, 에어로빅, 수상 스키, 낙하산, 보디 빌딩 및 휘트니스, 당구, 체스, 장기, 산악 및 암벽 등반, 스쿼시, 오리엔티어링, 하비 크래프트, 와이어리스 로케이션 헌팅(wireless location hunt), 볼링, 롤러 스포츠, 야외 수영, 줄다리기, 핀 수영, 골볼(goal ball), 불, 바둑 등이 있다.
‘전국 체육 프로그램’으로 불리기도 하는 이 대회는 순수한 체육 진흥을 목표로 하기 때문에 메달 랭킹이 존재하지 않는다. 대회는 중국 국가체육총국에서 관장한다.

## 역사
제1회 대회는 2002년 저장성 닝보시에서 개최되었다. 제3회 대회는 2006년 5월 20일부터 30일까지 열렸으며, 28개 종목 268개 부문으로 구성되었다. 제4회 대회는 2010년 5월 16일부터 26일까지 안후이성 허페이 시에서 개최되었으며, 참가자수가 크게 증가하여 약 3만 명에 이르는 선수들이 대회에 참여하였다. 34개 종목으로 구성되었던 이 대회에서는 새로운 시상 시스템을 적용하여 참가자의 60 퍼센트가 상을 받을 수 있게 되었다. 또한 대회 개최 이래 최초로 홍콩에서도 선수단을 파견하였다.

## 역대 대회
| 연도 | 도시                | 종목 수 | 참가자 수 |
| 2000 | 저장성 닝보시       | 17      | 2200      |
| 2002 | 쓰촨성 몐양 시      | 22      | -         |
| 2006 | 장쑤성 쑤저우 시    | 28      | 4,085     |
| 2010 | 안후이성, 허페이 시 | 34      | 30,000    |

## 같이 보기
- 중화인민공화국 전국운동회